# Iglesia de San Bartolomé Apóstol (La Jana)
La iglesia de San Bartolomé en el municipio de La Jana, es un templo católico de estilo renacentista situado en el centro de la población y sede de una parroquia del obispado de Tortosa. Este edificio está calificado Bien de Relevancia Local con la categoría de Monumento de Interés Local.

## Historia
La iglesia actual sustituye a una anterior, más pequeña. El diseño del nuevo templo lo realiza Joan Tell en 1617, las obras son adjudicadas el 28 de diciembre de 1621 a los maestros de obra Pere del Sol y Joan Barreda, y las obras empiezan el 16 de octubre de 1622, prosiguiendo en solitario Joan Barreda a partir de 1623. En 1633 estaba acabada la primera fase de la obra, con el presbiterio, el primer tramo de la nave y la portada lateral.
En 1696 se inicia la segunda fase bajo la dirección de los maestros Llorenç Escobar y Pere Garafulla, con la ejecución de los otros tres tramos de la nave, la fachada y el campanario. El cuerpo superior del campanario fue diseñado por Pere Garafulla compitiendo con Tomàs Vicent Tosca y, el diseño definitivo de la fachada también es de Garafulla. Tanto el campanario como la fachada ya estaban prácticamente acabados el 1705 pero la finalización definitiva del templo se atrasó hasta 1727 por la implicación directa de la población en la Guerra de Sucesión en el bando Borbón, y las fiestas del final de las obras se realizaron el 1729, como un tipo de afirmación de la victoria borbónica, con asistencia del obispo y de cinco gobernadores. Lo remado del campanario se finalizó el 1740.
La capilla de la Comunión, adosada en el lado de la Epístola, a la cabecera del templo, se construyó en 1791.
En la capilla de la Virgen María de Ángeles han sido restauradas las pinturas de la bóveda y la figura que colgaba de la clave, en diferentes actuaciones de los años 2005, 2007 y 2009.

## Arquitectura

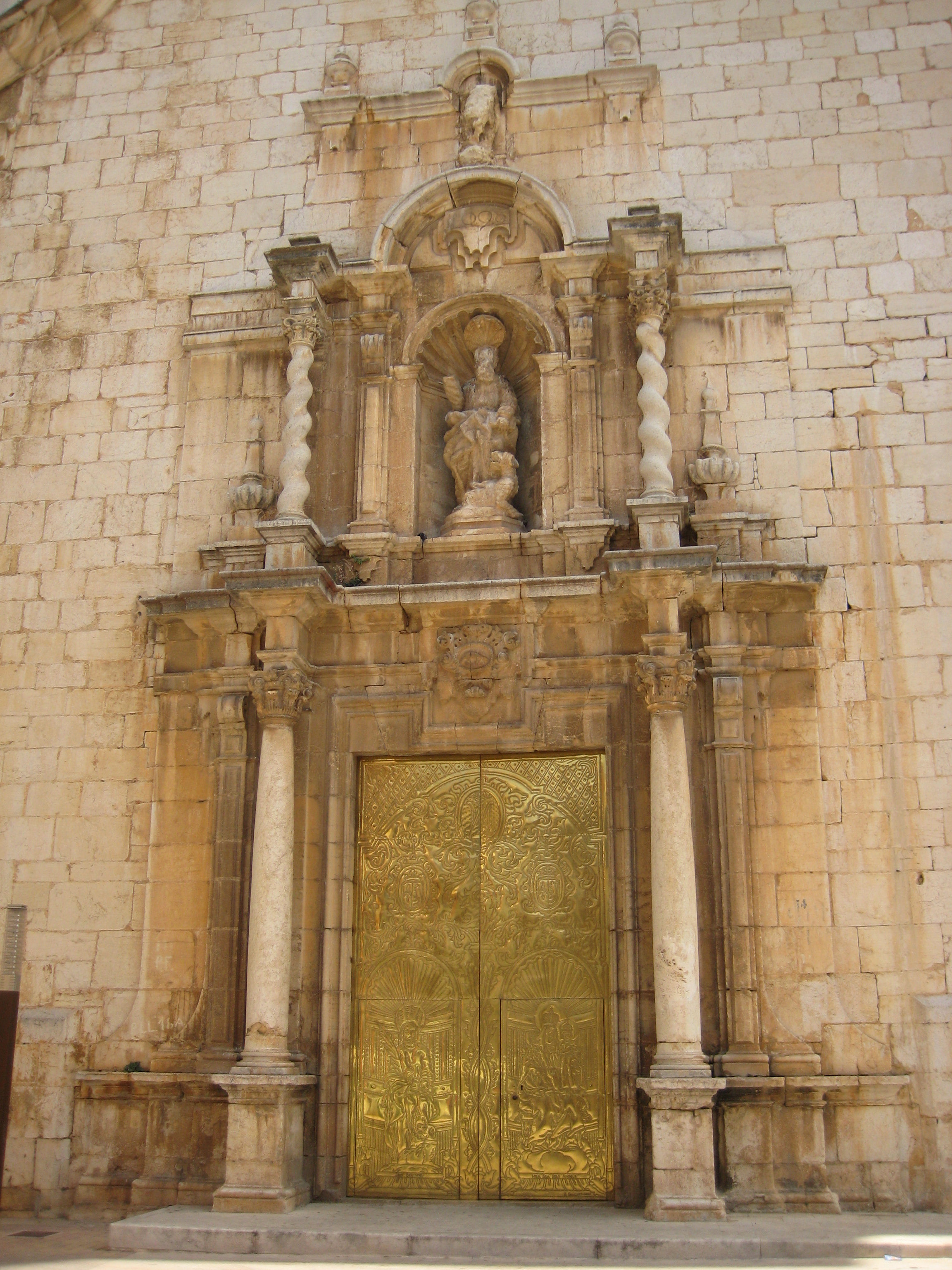
Portada principal.

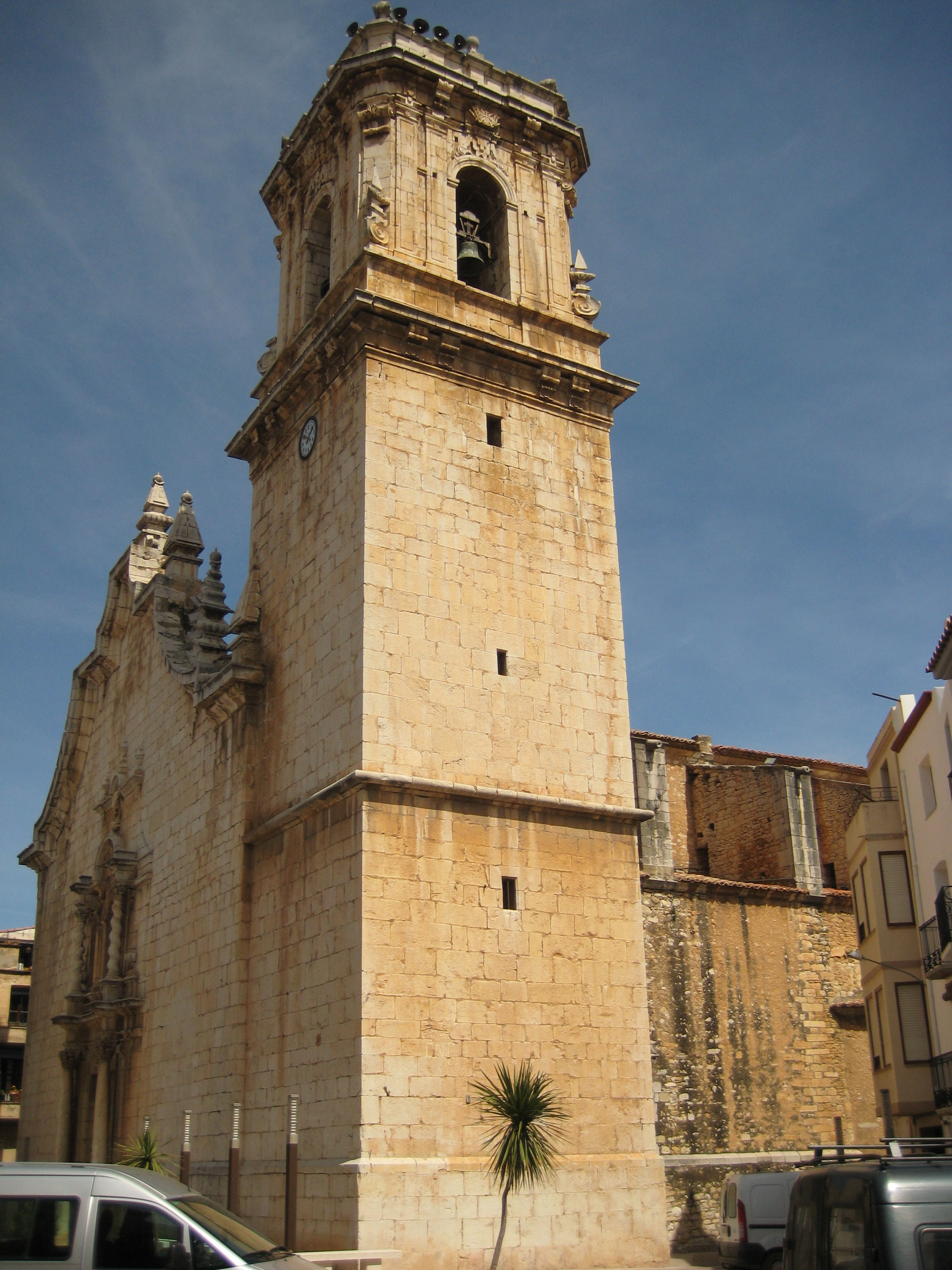
Campanario.

### Estructura
Templo de nave única con cinco tramos con capillas laterales entre contrafuertes, comunicadas entre sí, y ábsides octogonales con sacristías a los lados. Se cubre la nave y las capillas laterales con bóveda de crucería, y con bóveda estrellada el ábside. Los arcos fajones y los formeros cargan sobre pilastras toscanas.
Al exterior, los sillares ocupan las zonas nobles (fachada, torre, aperturas) y refuerzan la estructura (contrafuertes y lados); mientras que en el resto se utiliza la masonería de piedra. En el interior, tanto los arcos entre capillas, los formeros y fajones, y los nervios de la bóveda, como las paredes del presbiterio incluyendo las portadas de las sacristías, están construidos con sillares de piedra calcárea grisácea.
Las sacristías se comunican mediante dos portadas renacentistas de sillares con apertura de medio punto flanqueada por pilastras toscanas acanaladas, y por encima de un entablamento clásico, una hornacina en forma de pechina y con pilastras coronada por un frontón partido.
La capilla de la Virgen María de Ángeles, la primera capilla lateral del lado del Evangelio desde el presbiterio, de planta centralizada copulada y ábside octagonal, es uno de los pocos ejemplos de barroco clasicista valenciano. Presenta decoraciones del siglo XVIII en la vuelta con imágenes de Dios Paro y las letanías de la Virgen María, y dos paredes con pinturas donde se representa la llegada de la Virgen María a la población bajo dosel con cortejo, todo rodeado por cortinajes figurados, según cuenta la tradición. De la clave cuelga una figura policromada, un angelito de 68 cm.

### Portadas

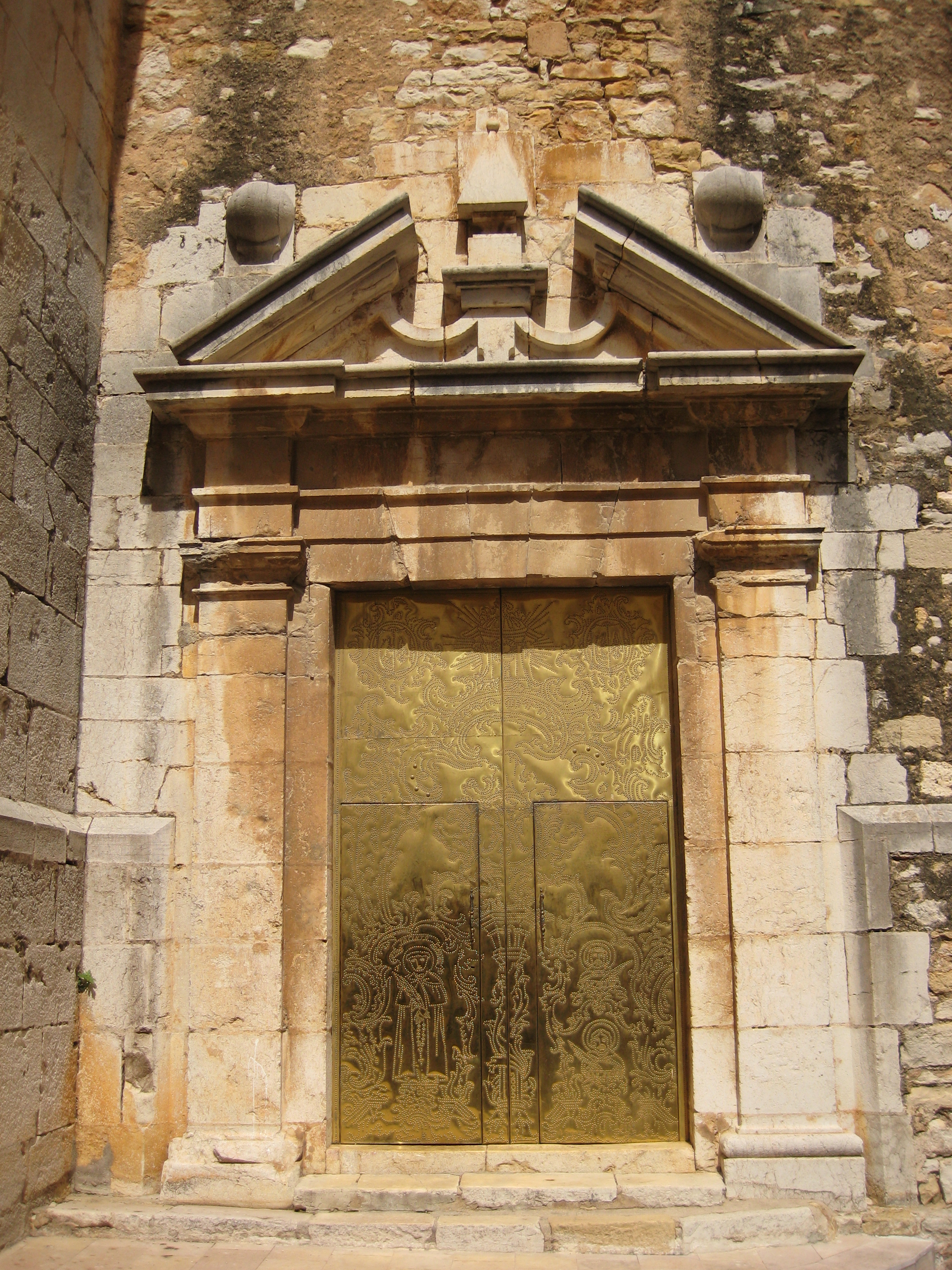
Portada lateral.

Fachada principal a los pies de la iglesia, con cornisa mixtilínea remate por pináculos que refuerzan las líneas oblicuas, centrada por una portada con dos cuerpos, el inferior, con una columna corintia y una pilastra en cada lado de la apertura de arco de dintel, que sostienen un entablamento; y el superior, centrado por una hornacina en forma de pechina con la imagen del titular, flanqueado por pilastras sobre ménsulas y por columnas salomónicas, las cuales sostienen un frontón circular. Y por encima, una cornisa soportada por ménsulas que se curva en el centro, y con pináculos en los extremos y en el centro; todo ayuda a dar una mayor verticalidad al conjunto.
La portada lateral, más sencilla, es una apertura con arco de dintel flanqueado por pilastras toscanas que sostienen un entablamento sin decoración, y donde la cornisa forma parte de un frontón partido, que da a un pináculo.

### Campanario
Torre campanario adosado a los pies de la iglesia, junto a la Epístola, en línea con la fachada. De planta cuadrada, con tres cuerpos, donde los dos primeros son macizos, y el superior, los de las campanas, separado del inferior por una fuerte cornisa sustentada por ménsulas, presenta apertura de medio punto en cada cara, flanqueada por parejas de pilastras, y un escudo de la villa encima, con los lados achaflanados. Se remata por una azotea con barandilla coronada por pináculos.

## Museo parroquial
La iglesia posee varias piezas de gran valor artístico, mesas, lienzos, y orfebrería religiosa:
- Virgen con Santa Ana y las dudas de San José (siglo XVI). Mesa. Atribuido a Miquel Esteve.[17]
- San Agustín y San Gregorio Magno (siglo XVII). Lienzos.
- Fray Andreu Balaguer, obispo; Fray Damià Balaguer, venerable; Jacinto Orfanell, beato; y Padre Teodor Aviñón (1792). De José Camarón Boronat. Retratos de hijos ilustres del pueblo.
- Cáliz tardogótico (can. 1490). De plata sobredorada.
- Cáliz plateresco (siglo XVI). Atribuido al taller de Gaspar Santalínea.
- Cruz procesional (principios siglo XV). Punzón de Tortosa.
- Custodia (principios siglo XVI). De plata sobredorada, con el escudo de la población.
- Portapaz de San Bartomeu (siglo XVII). Con la imagen del santo.
- Relicario de San Bartomeu (1449). De Bartomeu Santalínea.